# Tokio Shima
Pour les articles homonymes, voir Shima.
 (mars 2022).
志摩 時緒 (Shima Tokio)
Œuvres principales
- Shichi-jikanme no Nōto (ja)

Tokio Shima (志摩 時緒, Shima Tokio) est une mangaka active depuis 2010. Elle est connue pour sa première œuvre, Shichi-jikanme no Nōto (ja).

## Biographie
Shima Tokio commence à dessiner des illustrations de manga en 4e et 5e année de primaire, après avoir observé une camarade, mais commence ses propres mangas au collège, même si elle ne les finissaient pas la plupart du temps.
En troisième année de collège, elle apprend à dessiner des dōjinshi et créé un site où elle les expose. Shima participe à sa première convention de dōjinshi en première année de lycée, mais les dōjinshi qu'elle expose reçoivent peu d'attention. Ses premières participation rémunérées dans le monde du manga commencent lorsqu'un éditeur ayant vu son site et lui a proposé de participer dans des anthologies.
En avril 2009, elle entame un partenariat avec l'éditeur Hōbunsha, pour qui elle réalise deux dōjinshi avant de recevoir une demande de Hakusensha, qu'elle refuse de sitôt, ayant de la difficulté à garder le rythme. En mars 2010, elle commence son premier manga, Shichi-jikanme no Nōto (ja), qui parvient à être sérialisé dans le magazine Manga Time Kirara Forward (en) de Hōbunsha. Elle reçoit alors une nouvelle demande de Hakusensha, qu'elle accepte cette fois-ci. Pour Hakusensha, elle écrit le manga Armor Amour, sérialisé à partir de février 2011 dans leur magazine Rakuen Le Paradis (ja).
Au début de sa carrière en manga, Shima était encore une employée de bureau, mais après une recommandation du président de sa maison d'édition, a décidé d'en faire son emploi à temps plein. La mangaka poursuit en 2021 avec Dachi no Imōto, dont le premier volume est publié en août de la même année. En 2022, elle commence son manga Oshibana!.

## Principales œuvres
- Shichi-jikanme no Nōto (ja)' (7時間目の音符, Shichi-jikanme no Nōto?), Manga Time Kirara Forward (en) (Hōbunsha), quatre volumes, 2010 à 2013.
- Armor Amour (あまあま, Amaama?), Rakuen Le Paradis (ja) (Hakusensha), quatre volumes (incluant Suki na Hito ga Dekimashit), 2011 à 2014.
- Suki na Hito ga Dekimashita (すきな人ができました, Suki na hito ga dekimashita?), Rakuen Le Paradis (Hakusensha), 2011 à 2014.
- Bocchi na Bokura no Ren'ai Jijō (ぼっちな僕らの恋愛事情, Bocchi na bokura no ren'ai jijō?), Manga Time Kirara Forward (Hōbunsha), deux volumes, 2013 à 2014.
- Yoru ni Torokeru (夜にとろける, Yoru ni torokeru?), Rakuen Le Paradis (Hakusensha), trois volumes (incluant Koi wa Yami et Seifuku no Koibito), 2014 à 2018.
- Koi wa Yami (こいはやみ, Koi wa yami?), Rakuen Le Paradis (Hakusensha), 2014 à 2018.
- Seifuku no Koibito (制服の恋人, Seifuku no koibito?), Rakuen Le Paradis (Hakusensha), 2015 à 2018.
- Kimi ni Shika Oshienai (君にしか教えない, Kimi ni shika oshienai?), Rakuen Le Paradis (Hakusensha), un volume, 2015 à 2017.
- Jemini wa Otoshiguro (ジェミニはお年頃, Jemini wa otoshiguro?), Rakuen Le Paradis (Hakusensha), deux volumes (incluant Yogoto no Jurietto), 2018 à 2020.
- Yogoto no Jurietto (夜毎のジュリエット, Yogoto no jurietto?), Rakuen Le Paradis (Hakusensha), 2018 à 2020.
- Dashi no Imōto (友人の妹, Dashi no imōto?), Rakuen Le Paradis (Hakusensha), depuis 2020.
- Oshibana! (オシバナ！, Oshibana!?), Manga Comisol (Kōbunsha), depuis 2022.